# 21에몽
《21에몽》(일본어: 21エモン 니쥬이치에몬[*])은 후지코 F. 후지오가 그린 일본의 소년 SF 만화이다.

## 개요
1968년부터 1969년까지 《주간 소년 선데이》에 연재된 후, 《아사히 초등학생 신문》에서의 연재 및 애니메이션화 등 다양한 미디어로 확장되었다.
후지코 F. 후지오는 "지금까지 일상의 무대에 오바케나 슈퍼맨 등을 넣어 '비일상'으로 만들어 재미를 불어 일으켰지만 그 반대를 해보자고 생각해서 21에몽을 그렸습니다. 즉 미래라는 '비일상'을 무대로 지금에 해당하는 일상을 그려넣으면 새로운 재미가 탄생할 것이라고 생각했기 때문입니다."(これまで日常の舞台にオバケやスーパーマンなどの「非日常」が入り込むことで生まれるギャップの面白さを描いてきたが、ひとつその逆をやってみようと思い、この21エモンを描きました。つまり未来という「非日常」を舞台に、今に通じる日常を描くことで新たな面白さが生まれると思ったからです。)라고 본작의 컨셉을 훗날 술회하고 있다.